# Synagogenbezirk Drensteinfurt
Der Synagogenbezirk Drensteinfurt mit Sitz in Drensteinfurt, heute eine Stadt im Kreis Warendorf in Nordrhein-Westfalen, wurde nach dem Preußischen Judengesetz von 1847 geschaffen. 
Der Synagogenbezirk wurde 1854 eingerichtet und umfasste die jüdischen Gemeinden in Drensteinfurt, Herbern, Sendenhorst und Werne.  